# 解放巴勒斯坦民主陣線
解放巴勒斯坦民主陣線（羅馬化：Al-Jabha al-Dimuqratiya Li-Tahrir Filastin），简称民阵，是巴勒斯坦的一个馬克思列寧主義的世俗政黨和武裝組織。它是巴勒斯坦解放組織的成員。

## 歷史

### 成立
1969年，由具有毛主義傾向的納耶夫·哈瓦特邁赫領導的一个派系从解放巴勒斯坦人民陣線分裂出來，建立名为解放巴勒斯坦民主人民陣線的新组织；哈瓦特邁赫認為當時由喬治·哈巴什領導的人阵過於注重軍事事務，因此他想要成立一個立足基层、強調意識形態的組織。同年5月—6月，“巴勒斯坦革命左翼聯盟”和“巴勒斯坦人民解放組織”加入刚成立的解放巴勒斯坦民主人民陣線。1974年，解放巴勒斯坦民主人民陣線改名為解放巴勒斯坦民主陣線。

### 分裂
1990年—1991年，受到苏东剧变影響，民阵内部由副总书记亚西尔·阿卜杜·拉博派系主张調整組織方向，減少關注馬克思主義和武裝抗爭，转而致力于巴勒斯坦社會的民主化，导致该党分裂，拉博派另外建立巴勒斯坦民主联盟。有報導称，當時两派在敘利亞發生武力衝突，民阵守住在大馬士革的組織，但巴勒斯坦本土（尤其是約旦河西岸）的组织則被新成立的巴勒斯坦民主聯盟奪去。

## 支持基礎
民阵在敘利亞和黎巴嫩的巴勒斯坦人社群中相當活躍，但較少活動於約旦河西岸和加薩走廊；民阵的約旦支部則另外成立了獨立的政黨約旦民主人民黨，現在民阵在當地也甚少活動。
民阵的支持者大多是社會自由派和世俗主義者，另外還包括巴勒斯坦基督徒。該黨還在阿拉伯數國發行週報《自由》。